# Oststädter Sportverein Hannover von 1923 1980-1981
Questa voce raccoglie le informazioni riguardanti l'Oststädter Sportverein Hannover von 1923 nelle competizioni ufficiali della stagione 1980-1981.

## Stagione
Nella stagione 1980-1981 l'OSV Hannover, allenato da Karl-Heinz Mülhausen, concluse il campionato di 2. Bundesliga al 22º posto. In Coppa di Germania l'OSV Hannover fu eliminato al primo turno dal Borussia M'gladbach.

## Rosa
| N. |                     | Ruolo | Calciatore        |
| -- | ------------------- | ----- | ----------------- |
|    | Germania (bandiera) | P     | Reinhard Dittel   |
|    | Germania (bandiera) | P     | Volker Hintze     |
|    | Germania (bandiera) | D     | Michael Knopf     |
|    | Germania (bandiera) | D     | Wolfgang Rischker |
|    | Germania (bandiera) | D     | Bernd Staigies    |
|    | Germania (bandiera) | D     | Frank Witter      |
|    | Germania (bandiera) | C     | Heinz Bartels     |
|    | Germania (bandiera) | C     | Manfred Bartels   |
|    | Germania (bandiera) | C     | Holger Brüggmann  |
|    | Germania (bandiera) | C     | Peter Fuchs       |
|    | Germania (bandiera) | C     | Detlef Gerland    |

| N. |                     | Ruolo | Calciatore           |
| -- | ------------------- | ----- | -------------------- |
|    | Germania (bandiera) | C     | Wolfgang Heinrichsen |
|    | Germania (bandiera) | C     | Karl-August Herbeck  |
|    | Germania (bandiera) | C     | Hans-Georg Kulik     |
|    | Germania (bandiera) | C     | Uli Meisner          |
|    | Germania (bandiera) | C     | Ulrich Meyer         |
|    | Germania (bandiera) | C     | Ewald Schmid         |
|    | Germania (bandiera) | A     | Hans-Georg Arndt     |
|    | Germania (bandiera) | A     | Volker Diers         |
|    | Germania (bandiera) | A     | Uwe Puppel           |
|    | Germania (bandiera) | A     | Matthias Scheiba     |

## Organigramma societario
Area tecnica
- Allenatore: Karl-Heinz Mülhausen
- Allenatore in seconda:
- Preparatore dei portieri:
- Preparatori atletici:

## Calciomercato

### Sessione estiva
| Acquisti | Acquisti         | Acquisti    | Acquisti |
| R.       | Nome             | da          | Modalità |
| -------- | ---------------- | ----------- | -------- |
| A        | Uwe Puppel       | Hannover 96 |          |
| C        | Holger Brüggmann | Lubecca     |          |
| C        | Hans-Georg Kulik | Hannover 96 |          |

| Cessioni | Cessioni        | Cessioni       | Cessioni |
| R.       | Nome            | a              | Modalità |
| -------- | --------------- | -------------- | -------- |
| A        | Bernd Krumbein  | Union Solingen |          |
| C        | Herbert Poesger | Oldenburg      |          |

### Sessione invernale
| Acquisti | Acquisti | Acquisti | Acquisti |
| R.       | Nome     | da       | Modalità |
| -------- | -------- | -------- | -------- |

| Cessioni | Cessioni | Cessioni | Cessioni |
| R.       | Nome     | a        | Modalità |
| -------- | -------- | -------- | -------- |

## Risultati

### 2. Bundesliga

#### Girone di andata
| Arbitro: | Mölm |

|              |           |             |
| Krumbein 58’ | Marcatori | 87’ Kellner |

| Arbitro: | Eschweiler |

|                    |           |              |
| Cryns 26’ Witt 32’ | Marcatori | 43’ Krumbein |

| Arbitro: | Zimmermann |

|                                            |           |             |
| Bartels 15’ Krumbein 28’, 78’ Rischker 89’ | Marcatori | 79’ Draheim |

| Arbitro: | Schütte |

|            |           |  |
| Kremer 89’ | Marcatori |  |

| Arbitro: | Kopka |

|             |           |  |
| Herbeck 50’ | Marcatori |  |

| Arbitro: | Wichmann |

|                                |           |                        |
| Pagel 48’ Remark 60’ Timme 72’ | Marcatori | 41’ Schmid 85’ Gerland |

| Arbitro: | Welling |

|                            |           |                                                                         |
| Brüggmann 34’ Krumbein 82’ | Marcatori | 8’ Lippens 30’ Kaminsky 51’ Drescher 55’ Meininger 80’ (rig.), 89’ Mill |

| Arbitro: | Ahlenfelder |

|                                                  |           |  |
| Goscianiak 41’ Bittner 75’ (rig.) Koberstein 81’ | Marcatori |  |

| Arbitro: | Diekert |

|           |           |                                          |
| Meyer 68’ | Marcatori | 27’ Meier 63’ (rig.) Möhlmann 85’ Schaaf |

| Arbitro: | Burgers |

|                                              |           |                              |
| Petković 59’, 89’ (rig.) Wolf 72’ Helmes 88’ | Marcatori | 37’ (rig.) Bartels 87’ Arndt |

| Arbitro: | Malbranc |

|  |           |                       |
|  | Marcatori | 28’ Anders 89’ Mertes |

| Arbitro: | Wahmann |

|           |           |              |
| Drews 19’ | Marcatori | 22’ Krumbein |

| Arbitro: | Eschenbach |

|                     |           |                                         |
| Rischker 68’ (rig.) | Marcatori | 9’ Fagot 12’ Tune-Hansen 17’ Olaidotter |

| Arbitro: | Prinz |

|                       |           |  |
| Keese 77’, 86’ (rig.) | Marcatori |  |

| Arbitro: | Waltert |

|                                       |           |                             |
| Rischker 14’ Meisner 37’ Krumbein 64’ | Marcatori | 35’ (rig.) Korbel 42’ Majgl |

| Arbitro: | Osmers |

|                 |           |  |
| Stolzenburg 83’ | Marcatori |  |

| Arbitro: | Horeis |

|                          |           |            |
| Rischker 53’ Meisner 55’ | Marcatori | 44’ Ohling |

| Arbitro: | Uhlig |

|                       |           |  |
| Hermes 19’ Künkel 67’ | Marcatori |  |

| Arbitro: | Gabriel |

|           |           |  |
| Kulik 36’ | Marcatori |  |

| Arbitro: | Möller |

|                       |           |  |
| Bertrams 37’ Wolf 72’ | Marcatori |  |

| Arbitro: | Holzweißig |

|  |           |                                   |
|  | Marcatori | 61’ Worm 72’ Bruns 78’ Kindermann |

#### Girone di ritorno
| Arbitro: | Diekert |

|                                                         |           |             |
| Dybowski 9’, 45’, 73’ Wolter 15’ (rig.), 61’ Snater 86’ | Marcatori | 10’ Herbeck |

| Arbitro: | Winkler |

|  |           |           |
|  | Marcatori | 49’ Daras |

| Arbitro: | Stark |

|                                   |           |                                    |
| Nabrotzki 3’ Laufer 27’ Pache 72’ | Marcatori | 34’ Scheiba 73’ Gerland 89’ Puppel |

| Arbitro: | Wichmann |

|  |           |                                             |
|  | Marcatori | 1’, 34’ Clute-Simon 76’ Stradt 85’ Grabotin |

| Arbitro: | Mölm |

|                               |           |                       |
| Ellmerich 44’, 47’ Geiger 86’ | Marcatori | 57’ Diers 64’ Gerland |

| Hannover 14 febbraio 1981 27ª giornata | OSV Hannover | 0 – 0 referto | Union Solingen | Oststadtstadion (400 spett.)\| Arbitro: \| Barnick \| |
| Arbitro:                               | Barnick      |               |                |                                                       |

| Arbitro: | Wahmann |

|                                                                              |           |  |
| Kaminsky 22’ (rig.), 63’ Lippens 26’ Klinger 29’ Mill 49’ (rig.) Kremers 86’ | Marcatori |  |

| Arbitro: | Glasneck |

|                                    |           |                         |
| Scheiba 56’ Witter 72’ Gerland 73’ | Marcatori | 17’ Metzner 61’ Pallaks |

| Arbitro: | Kespohl |

|                                          |           |  |
| Möhlmann 37’ Reinders 64’, 85’ Meier 87’ | Marcatori |  |

| Arbitro: | Gabor |

|                         |           |             |
| Gerland 39’ Meisner 57’ | Marcatori | 65’ Hadifar |

| Arbitro: | Wuttke |

|                                                        |           |                                |
| Mertes 8’ Schatzschneider 25’, 89’ (rig.) Bebensee 32’ | Marcatori | 14’ Meisner 62’ (rig.) Bartels |

| Arbitro: | Horeis |

|           |           |                        |
| Diers 17’ | Marcatori | 42’ Kunkel 73’ Reiners |

| Arbitro: | Fiene |

|                                               |           |             |
| Olaidotter 60’ Hochheimer 64’ Tune-Hansen 90’ | Marcatori | 52’ Gerland |

| Arbitro: | Meijerink |

|                    |           |                             |
| Quabeck 48’ (aut.) | Marcatori | 10’ Mannebach 28’, 82’ Wolf |

| Arbitro: | Teichert |

|                                            |           |  |
| Sprenger 10’ Patzke 22’, 66’ Montelett 36’ | Marcatori |  |

| Arbitro: | Welling |

|  |           |            |
|  | Marcatori | 57’ Schulz |

| Arbitro: | Eschenbach |

|                                                  |           |             |
| Steindor 11’ Ohling 29’ Osterkamp 32’ Klinge 65’ | Marcatori | 48’ Meisner |

| Hannover 5 maggio 1981 39ª giornata | OSV Hannover | 0 – 0 referto | Viktoria Colonia | Oststadtstadion (184 spett.)\| Arbitro: \| Zimmermann \| |
| Arbitro:                            | Zimmermann   |               |                  |                                                          |

| Arbitro: | Kespohl |

|                                                          |           |  |
| Guðlaugsson 15’ Rolff 30’ Fos 40’, 67’ Werres 80’ (rig.) | Marcatori |  |

| Arbitro: | Gathmann |

|                                    |           |                       |
| Kramer 16’ Lander 19’ Füllborn 57’ | Marcatori | 47’ Diers 70’ Meisner |

| Arbitro: | Kopka |

|  |           |                                                                        |
|  | Marcatori | 7’, 18’ Killmaier 26’ Mohr 41’ Okudera 51’ Wesseler 57’ (rig.) Quasten |

### Coppa di Germania
| Arbitro: | Wahmann |

|                                                                                       |           |                                 |
| Hannes 24’ Rahn 29’ Meisner 35’ (aut.) Bruns 45’ Nickel 49’ Schäfer 51’ Thychosen 62’ | Marcatori | 53’, 57’ Krumbein 72’ Brüggmann |

## Statistiche

### Statistiche di squadra
| Competizione      | Punti | In casa | In casa | In casa | In casa | In casa | In casa | In trasferta | In trasferta | In trasferta | In trasferta | In trasferta | In trasferta | Totale | Totale | Totale | Totale | Totale | Totale | DR  |
| Competizione      | Punti | G       | V       | N       | P       | Gf      | Gs      | G            | V            | N            | P            | Gf           | Gs           | G      | V      | N      | P      | Gf     | Gs     | DR  |
| ----------------- | ----- | ------- | ------- | ------- | ------- | ------- | ------- | ------------ | ------------ | ------------ | ------------ | ------------ | ------------ | ------ | ------ | ------ | ------ | ------ | ------ | --- |
| 2. Bundesliga     | 19    | 21      | 7       | 3       | 11      | 23      | 42      | 21           | 0            | 2            | 19           | 18           | 66           | 42     | 7      | 5      | 30     | 41     | 108    | -67 |
| Coppa di Germania | -     | 0       | 0       | 0       | 0       | 0       | 0       | 1            | 0            | 0            | 1            | 3            | 7            | 1      | 0      | 0      | 1      | 3      | 7      | -4  |
| Totale            | 19    | 21      | 7       | 3       | 11      | 23      | 42      | 22           | 0            | 2            | 20           | 21           | 73           | 43     | 7      | 5      | 31     | 44     | 115    | -71 |

### Andamento in campionato
| Giornata  | 1  | 2  | 3 | 4  | 5 | 6  | 7  | 8  | 9  | 10 | 11 | 12 | 13 | 14 | 15 | 16 | 17 | 18 | 19 | 20 | 21 | 22 | 23 | 24 | 25 | 26 | 27 | 28 | 29 | 30 | 31 | 32 | 33 | 34 | 35 | 36 | 37 | 38 | 39 | 40 | 41 | 42 |
| --------- | -- | -- | - | -- | - | -- | -- | -- | -- | -- | -- | -- | -- | -- | -- | -- | -- | -- | -- | -- | -- | -- | -- | -- | -- | -- | -- | -- | -- | -- | -- | -- | -- | -- | -- | -- | -- | -- | -- | -- | -- | -- |
| Luogo     | C  | T  | C | T  | C | T  | C  | T  | C  | T  | C  | T  | C  | T  | C  | T  | C  | T  | C  | T  | C  | T  | C  | T  | C  | T  | C  | T  | C  | T  | C  | T  | C  | T  | C  | T  | C  | T  | C  | T  | T  | C  |
| Risultato | N  | P  | V | P  | V | P  | P  | P  | P  | P  | P  | N  | P  | P  | V  | P  | V  | P  | V  | P  | P  | P  | P  | N  | P  | P  | N  | P  | V  | P  | V  | P  | P  | P  | P  | P  | P  | P  | N  | P  | P  | P  |
| Posizione | 10 | 18 | 7 | 13 | 9 | 13 | 17 | 19 | 20 | 20 | 21 | 21 | 21 | 21 | 21 | 21 | 21 | 21 | 21 | 21 | 21 | 21 | 21 | 21 | 21 | 22 | 21 | 22 | 21 | 21 | 21 | 21 | 21 | 21 | 21 | 21 | 22 | 22 | 22 | 22 | 22 | 22 |

Legenda:

Luogo: C = Casa; T = Trasferta. Risultato: V = Vittoria; N = Pareggio; P = Sconfitta.

### Statistiche dei giocatori
| Giocatore      | 2. Bundesliga | 2. Bundesliga | 2. Bundesliga | 2. Bundesliga | Coppa di Germania | Coppa di Germania | Coppa di Germania | Coppa di Germania | Totale   | Totale | Totale      | Totale     |
| Giocatore      | Presenze      | Reti          | Ammonizioni   | Espulsioni    | Presenze          | Reti              | Ammonizioni       | Espulsioni        | Presenze | Reti   | Ammonizioni | Espulsioni |
| -------------- | ------------- | ------------- | ------------- | ------------- | ----------------- | ----------------- | ----------------- | ----------------- | -------- | ------ | ----------- | ---------- |
| H. Arndt       | 9             | 1             | 1             | 0             | 0                 | 0                 | 0                 | 0                 | 9        | 1      | 1           | 0          |
| H. Bartels     | 24            | 3             | 8             | 0             | 1                 | 0                 | 0                 | 0                 | 25       | 3      | 8           | 0          |
| M. Bartels     | 4             | 0             | 0             | 0             | 0                 | 0                 | 0                 | 0                 | 4        | 0      | 0           | 0          |
| H. Brüggmann   | 11            | 1             | 1             | 0             | 1                 | 1                 | 0                 | 0                 | 12       | 2      | 1           | 0          |
| V. Diers       | 34            | 3             | 4             | 1             | 0                 | 0                 | 0                 | 0                 | 34       | 3      | 4           | 1          |
| R. Dittel      | 35            | 0             | 0             | 0             | 1                 | 0                 | 0                 | 0                 | 36       | 0      | 0           | 0          |
| P. Fuchs       | 19            | 0             | 4             | 0             | 1                 | 0                 | 0                 | 0                 | 20       | 0      | 4           | 0          |
| D. Gerland     | 28            | 6             | 3             | 0             | 1                 | 0                 | 0                 | 0                 | 29       | 6      | 3           | 0          |
| W. Heinrichsen | 4             | 0             | 0             | 0             | 0                 | 0                 | 0                 | 0                 | 4        | 0      | 0           | 0          |
| K. Herbeck     | 25            | 2             | 4             | 2             | 1                 | 0                 | 0                 | 0                 | 26       | 2      | 4           | 2          |
| V. Hintze      | 7             | 0             | 0             | 0             | 0                 | 0                 | 0                 | 0                 | 7        | 0      | 0           | 0          |
| M. Knopf       | 38            | 0             | 7             | 0             | 1                 | 0                 | 0                 | 0                 | 39       | 0      | 7           | 0          |
| B. Krumbein    | 16            | 7             | 2             | 0             | 1                 | 2                 | 0                 | 0                 | 17       | 9      | 2           | 0          |
| T. Krummwiede  | 1             | 0             | 0             | 0             | 0                 | 0                 | 0                 | 0                 | 1        | 0      | 0           | 0          |
| H. Kulik       | 36            | 1             | 1             | 0             | 0                 | 0                 | 0                 | 0                 | 36       | 1      | 1           | 0          |
| U. Meisner     | 38            | 6             | 0             | 0             | 1                 | 0                 | 0                 | 0                 | 39       | 6      | 0           | 0          |
| U. Meyer       | 30            | 1             | 1             | 0             | 1                 | 0                 | 0                 | 0                 | 31       | 1      | 1           | 0          |
| U. Puppel      | 7             | 1             | 1             | 0             | 0                 | 0                 | 0                 | 0                 | 7        | 1      | 1           | 0          |
| W. Rischker    | 41            | 4             | 4             | 0             | 1                 | 0                 | 0                 | 0                 | 42       | 4      | 4           | 0          |
| M. Scheiba     | 19            | 2             | 3             | 0             | 0                 | 0                 | 0                 | 0                 | 19       | 2      | 3           | 0          |
| E. Schmid      | 36            | 1             | 2             | 0             | 1                 | 0                 | 0                 | 0                 | 37       | 1      | 2           | 0          |
| B. Staigies    | 11            | 0             | 0             | 0             | 0                 | 0                 | 0                 | 0                 | 11       | 0      | 0           | 0          |
| F. Witter      | 41            | 1             | 6             | 0             | 1                 | 0                 | 0                 | 0                 | 42       | 1      | 6           | 0          |